# 超!A&G+スペシャル
『超!A&G+スペシャル』（ちょうエーアンドジープラススペシャル）は、超!A&G+にて2008年2月2日から2011年3月まで放送され、2011年4月から2025年3月まで配信されていた単発特別番組枠である。

## 概要
- かつて、地上波文化放送A&Gゾーンで放送されていた番組の復活企画や超!A&G+にて放送されていた（またはされていた）人気番組のスペシャル番組などを1時間に渡り放送していたもしくは配信していた。「超!A&G+スペシャル」前にも、単発特別番組枠はあったが、「超!A&G+スペシャル」として開始したのは2008年2月からとなる。
- 更新が不定期のため、同じ番組が2 - 3か月放送もしくは配信されることもあれば、2週間程度しか放送もしくは配信されないこともあった。
- 2025年3月の超!A&G+サービス終了[1]とともに終了となった。

## 放送時間
2008年2月2日 - 2008年3月
土曜日 18:00 - 19:00
2008年4月 - 2008年9月
土曜日 18:00 - 19:00（リピート放送：日曜日 8:00 - 9:00、日曜日 22:00 - 23:00、月曜日 12:00 - 13:00）
2008年10月11日 - 2009年4月6日
土曜日 20:00 - 21:00（リピート放送：日曜日 10:00 - 11:00、日曜日 23:00 - 24:00、月曜日 13:00 - 14:00）
2009年4月7日 - 7月4日
土曜日 20:00 - 21:00（リピート放送：火曜日 23:00 - 24:00、水曜日 11:00 - 12:00、土曜日 7:00 - 8:00）
2009年7月11日 - 8月29日
土曜日 20:00 - 21:00（リピート放送：火曜日 23:00 - 24:00、水曜日 11:00 - 12:00、土曜日 6:00 - 7:00）
2009年9月4日 - 10月2日
金曜日 16:00 - 17:00（リピート放送：土曜日 6:00 - 7:00）
2009年10月9日 - 2010年1月1日
金曜日 16:00 - 17:00（リピート放送：土曜日 6:00 - 7:00、日曜日 23:00 - 24:00）
2010年1月8日 - 4月2日
金曜日 16:00 - 17:00（リピート放送：土曜日 6:00 - 7:00、20:00 - 21:00、日曜日 23:00 - 24:00）
2010年4月9日 - 7月30日
金曜日 16:00 - 17:00（リピート放送：土曜日 6:00 - 7:00、日曜日 23:00 - 24:00）
2010年8月6日
金曜日 16:00 - 17:00（リピート放送：土曜日 6:00 - 7:00）
2010年8月13日 - 10月1日
金曜日 16:00 - 17:00（リピート放送：土曜日 6:00 - 7:00、20:00 - 21:00）
2010年10月8日 - 12月24日
金曜日 16:00 - 17:00（リピート放送：土曜日 6:00 - 7:00、20:00 - 21:00、日曜日 10:00 - 11:00）
2010年12月31日
金曜日 16:00 - 17:00（リピート放送：日曜日 10:00 - 11:00）
2011年1月7日 - 3月25日
金曜日 16:00 - 17:00（リピート放送：土曜日 6:00 - 7:00、日曜日 0:00 - 1:00・10:00 - 11:00）

## 配信時間
2011年4月1日 - 7月1日
金曜日 16:00 - 17:00（リピート配信：土曜日 6:00 - 7:00、日曜日 0:00 - 1:00・10:00 - 11:00）
2011年7月8日 - 9月30日
金曜日 16:00 - 17:00（リピート配信：土曜日 6:00 - 7:00、日曜日 0:00 - 1:00）
2011年10月7日 - 2012年1月27日
金曜日 16:00 - 17:00（リピート配信：土曜日 6:00 - 7:00、日曜日 0:00 - 1:00・8:00 - 9:00）
2012年2月3日 - 2月5日
金曜日 16:00 - 17:00（リピート配信：土曜日 6:00 - 7:00、日曜日 8:00 - 9:00）
2012年2月10日 - 3月30日
金曜日 16:00 - 17:00（リピート配信：土曜日 6:00 - 7:00、日曜日 8:00 - 9:00、月曜日 2:00 - 3:00）
2012年4月6日 - 9月28日
金曜日 16:00 - 17:00（リピート配信：土曜日 7:00 - 8:00、日曜日 7:00 - 8:00、月曜日 2:00 -3:00）
2012年10月5日 - 2013年3月29日
金曜日 16:00 - 17:00（リピート配信：土曜日 7:00 - 8:00、日曜日 7:00 - 8:00）
2013年4月5日 - 7月1日
金曜日 16:00 - 17:00（リピート配信：土曜日 8:00 - 9:00、月曜日 2:00 - 3:00）
2013年7月5日 - 2015年4月5日
金曜日 16:00 - 17:00（リピート配信：土曜日 8:00 - 9:00、日曜日 6:00 - 7:00、月曜日 2:00 - 3:00）
2015年4月10日 - 2016年4月1日
金曜日 2:00 - 3:00（リピート配信：金曜日 16:00 - 17:00、土曜日 8:00 - 9:00、日曜日 6:00 - 7:00）
2016年4月8日 - 2019年1月5日
金曜日 16:00 - 17:00（リピート配信：土曜日 8:00 - 9:00、日曜日 6:00 - 7:00）
2019年1月12日 - 2022年3月25日
金曜日 16:00 - 17:00（リピート配信：土曜日 6:00 - 7:00、日曜日 6:00 - 7:00）
2022年4月2日 - 2025年3月29日
土曜日 17:00 - 18:00（リピート配信：日曜日 6:00 - 7:00）

## 放送または配信された番組

### 2008年
- ソノシートできいた テレビマンガ主題歌（2月2日 - ）
- 山本麻里安のミュージカルへ行こう!（4月12日、4月26日）
- 本多陽子・夢と魔法の世界に連れてって（4月19日）
- 小杉十郎太・野中藍 酒とバラの日々1ヶ月限定復活スペシャル（5月3日 - ）
- 鷲崎健の誰も知らない名曲集スペシャル（6月7日 - ）
- A&Gアカデミースペシャル（7月 - 9月）
- まみことよーこのお・ま・た・ん!?最終回公開録音完全版（10月4日 - ）
- 超ラジ!Rookieスペシャル〜GRATITUDE〜（10月18日 - 11月前半）
- よーこのお・ま・た・ん!?秋の特別調査依頼スペシャル（11月15日 - 12月前半）
- 飯塚雅弓のStrawberry Live Jockey（12月20日 - 12月27日）※簡易動画配信

### 2009年
- 戸塚利絵のA&Gショップへようこそ（1月3日 - 1月24日）※簡易動画配信
- 川本成の突ラジ!（1月31日 - 2月28日）
- 戸塚利絵のA&Gショップへようこそ2（春篇）（3月7日 - 3月21日）※簡易動画配信
- 「地球NOTEpresents能登麻美子Style」DVD完成記念 地球NOTE公開録音（3月28日 - 4月18日）※簡易動画配信
- 川本成の突ラジ! 第2回（4月25日 - 5月9日）
- はなしまなおみと行く 音楽世界の旅 春夏秋冬編（5月16日 - 6月20日）
- ビューティーナイト・ザ・レディオ（7月4日 - 8月1日）
- 戸塚利絵のA&Gショップへようこそ!〜2009サマー（8月22日 - 11月20日）※簡易動画配信
- アニソン紅白2009 直前スペシャル!（11月27日 - 12月18日）※簡易動画配信
- あなたが選ぶ!アニソンNO.1（12月25日 - 2010年1月22日）

### 2010年
- ようこそ渋谷画劇団へ!（1月29日 - 3月5日）※簡易動画配信
- 機動戦士ガンダム 30th anniversary　GUNDAM SONGS 145スペシャル（3月12日 - 19日）
- 堀江美都子 40th Anniversary SP〜ENCORE〜（3月26日 - 5月14日）
- りとるらびっつ わがままツインテラジオ（5月21日 - 5月28日）※簡易動画配信
- POAROの大喜利実力判定考査 日本青年館への道（6月4日 - 11日）

KBS京都でも6月14日（月）22:00-23:00に放送された。
- 宇宙ショーへようこそ公開直前スペシャル（6月18日 - 25日）※簡易動画配信
- POAROの大喜利実力判定考査 日本青年館への道 パート2（7月2日 - 23日）
- ようこそ!先輩!まるごとアフィリア・サーガ・イースト・スペシャル（7月30日 - 9月17日）※簡易動画配信
- AT-Xの新番組に俺出演していませんけど、番宣しますSP（9月24日 - 10月1日）
- ボイスニュータイプ・サマーオーディション2010 密着SP（10月8日 - 22日）※簡易動画配信
- うるめいつの浜祭で会いましょうスペシャル（10月29日 - 11月12日）※簡易動画配信
- 大喜利実力判定考査2010in日本青年館 POARO大喜利アワースペシャル（11月19日）※簡易動画配信
- AT-X 年末年始 番宣スペシャル（11月26日）
- コミネリサの超!A&G+スペシャル（12月3日 - 12月12日）※簡易動画配信
- うるめいつのコミケで会いましょうスペシャル（12月17日 - 2011年1月9日）※簡易動画配信

### 2011年
- ようこそ!先輩!まるごとアフィリア・サーガ・イーストスペシャル2（1月14日 - 2月4日）※簡易動画配信
- アンテナ+拡大版〜GIRLS+直前スペシャル!〜（2月11日 - 2月18日）※簡易動画配信
- 田中真奈美・名賀亜美のクーザで会いましょう!（2月25日）※簡易動画配信
- アンテナ+拡大版〜GIRLS+スペシャル〜 前編 （3月4日）※簡易動画配信
- アンテナ+拡大版〜GIRLS+スペシャル〜 後編（3月11日 - 18日）※簡易動画配信
- AT-Xの新番組に、俺、今回は出演してますんで、番宣しますSP（3月25日）※この回をもってデジタルラジオでの放送を終えた（放送事業者としての放送を終えた）
- 超!A&G+新番組スペシャル（4月1日 - 6月10日）※この回からは放送事業者ではなくなったため、インターネット配信のみを行うようになった

従来の枠以外に4月3日 6:00 - 7:00、16:00 - 17:00でもリピート配信された。
- 第36回ホリプロタレントスカウトキャラバングランプリへの道（6月17日 - 24日）※簡易動画配信
- AT-Xの新番組に、俺、出てるの?出てないの?とりあえず、番宣しますSP（7月1日 - 8日）
- 水原薫の今夜もパプリオーンThe　Final〜バロンの希望〜（7月15日 - 22日）※簡易動画配信
- Lady Go!! first date（7月29日）※簡易動画配信

8月以降は「超!A&Gミュージック+プレミアム」で配信
- まどか・みくりのなつこみっ!（8月5日 - 12日）※簡易動画配信
- 第5回81プロデュース新人発掘オーディション（8月19日 - 9月2日）※簡易動画配信
- 秋のディズニーリゾート!わくわくツアースペシャル!（9月9日 - 16日）※簡易動画配信
- まどか☆マリカのA&Gオールスター2011直前スペシャル（9月23日）※簡易動画配信
- AT-Xの新番組に、俺、出演してませんが、再放送には出てますので、番宣しますSP（9月30日 - 10月7日）
- バンタンプレゼンツ ゲームクリエイターを目指すなら（10月14日 - 11月4日）
- 声優グランプリの表紙を飾りたい（11月11日 - 12月15日）※簡易動画配信
- AT-X年越しナマ放送!番宣SP（12月23日 - 2012年1月27日）

### 2012年
- フレッシュマンSHOW〜ラジオパーソナリティはじめました〜（2月3日-3月23日）
- AT-X春の新番組に俺、出演してませんけど、番宣しますSP（3月30日-4月13日）
- 30-DELUX presentsミュージカル薄桜鬼〜斎藤一篇〜公演直前SP（4月20日-5月18日）※簡易動画配信
- みんな集まれ!萌えカル文化祭2012（5月25日-6月1日）※簡易動画配信
  - AG-ONでも5月26日-6月3日までの期間で配信されていた。
- ラジオ「Tokyo Cheer(2) Party Season2スペシャル」 （6月8日-6月22日）※簡易動画配信
- AT-X夏の新番組に俺、出演してませんけど、番宣しますSP（6月29日-7月6日）
  - AG-ОNでも6月29日17時より7月13日17時までの期間で配信されていた。
- うるめいつジュニアのディズニーリゾートへ連れてって（7月13日-8月3日）※簡易動画配信
- ルーキー×ルーキー×サマーパーティー（8月10日-9月7日）
- うるめいつのディズニー・ハロウィーンにようこそ（9月14日-16日）※簡易動画配信
- ガールズ&パンツァ-〜ラジオ道〜第0回放送（9月21日-9月28日）※簡易動画配信
- AT-X秋の新番組に俺、出演してませんけど、番宣しますSP（10月5日-11月2日）
- AGF presentsきらめく乙女のラジオ 前編（11月9日）※簡易動画配信
- AGF presents きらめく乙女のラジオ 後編（11月16日・23日）
- アニメイト・ガールズ・フェスティバル2012プレゼンツ きらめく乙女のワンダーラジオ リポート編（11月30日-12月28日）※簡易動画配信

### 2013年
- AT-X冬の新番組に俺、出演してませんけど、番宣しますSP（1月4日-1月25日）
- パーソナリティカレッジ放送研究部（2月1日-2月24日）
- 戸塚利絵の声優アワード直前スペシャル（3月1日-3月15日）
- うるめいつジュニアの東京ディズニーリゾートへ連れてって〜2013春編（3月22日-3月29日）※簡易動画つき
- AT-X春の新番組に今回は俺、出演しているので、番宣しますSP（4月5日）- AG-ONでも4月5日17時より期間限定でアーカイブ配信。
- 伊藤かな恵のミアゲタケシキ（4月12日）[2]
- AT-X春の新番組に今回は俺、出演しているので、番宣しますSP（再放送）（4月19日-5月13日）
- アニソンキング・キックオフイベント（5月17日-31日）[3][4]※簡易動画つき
- たまゆら〜もあぐれっしぶ〜特別企画「初めてでも星空む〜〜〜ん!」 第1回（6月7日-21日）[5][6]※簡易動画つき
- たまゆら〜もあぐれっしぶ〜特別企画「初めてでも星空む〜〜〜ん!」 第2回（6月28日）[7]※簡易動画つき
- AT-X 夏の新番組に、俺、出演してませんけど、番宣しますSP（7月5日）-AG-ONでも7月8日正午より期間限定でアーカイブ配信。[8]
- 新・うるめいつジュニアオーディション（7月12日）[9]※簡易動画つき、AG-ONでも7月15日正午より期間限定でアーカイブ配信。
- パステルビーンズのHOP STEP DREAMラジオ!（7月19日）[10]※簡易動画つき
- 再起動 RADIO IS（7月26日・8月2日、前半[11]）[12]※簡易動画つき
- 高本めぐみの音めぐり♪+（7月26日・8月2日、後半）[13]※簡易動画つき
- 「夏目友人帳」原画展開催記念特別番組（8月9日）[14]※簡易動画つき
- ゆみこの楽屋（8月16日）[15]※簡易動画つき、AG-ONでも8月19日正午よりアーカイブ配信
- ラジオ☆愛しの肉食男子（8月23日）[16][17]※簡易動画つき
- パーソナリティアカデミー・フレッシュマンRADIO!（8月30日）[18]
- 藤田由美子とUMBRELLAのドラマシアター（9月6日-13日）[19] - AG-ONでも9月9日正午よりアーカイブ配信
- うるめいつのディズニーハロウィンに連れてって（9月20日）[20]※簡易動画配信
- はじめまして!姫イド隊です（9月27日、前半）[21]※簡易動画配信
- 大久保瑠美のANIME TIME LINE（9月27日、後半）[21][22][23]※簡易動画配信
- AT-X秋の新番組に俺、出演してませんけど、番宣しますSP（10月4日・11日）[24]※AG-ONでも10月11日より期間限定で配信
- アニメイトガールズフェスティバルプレゼンツ『きらめく乙女のワンダーラジオ2013!』※簡易動画配信[25]（10月18日・25日）
- 東山奈央のステップ!（11月1日、後半）[26]※簡易動画配信
- 岩田光央のスーパーチャージ!!（11月8日、後半）[27]※簡易動画配信
  - この2週分の前半はともに「アクターズゲート」リピートを放送。
- 超!A&G MIX Gero×麻生夏子（11月15日）[28]
- WE LOVE CRAYONPOP!（11月22日・29日未明、前半）[29][30]※簡易動画配信[31]
- うるめいつジュニアの東京ディズニーリゾートのクリスマスに連れてって（11月22日-29日、後半）[32]※簡易動画配信
- ゆみこの楽屋2（12月6日）[33]※簡易動画配信
- 加隈亜衣のかくまでやるの?（12月13日-20日、前半）[34]※簡易動画配信
- 竹達彩奈と丹下桜のらぶらぶいんたーびゅ（12月13日-20日、後半）[34]※簡易動画配信
- 放送直前ラジオ特番!やるぞ!AT-X16周年突入企画!サバイバルリクエストって何だ?SP（12月27日）[35] - AG-ONでも12月27日より期間限定でアーカイブス配信。

### 2014年
- A&Gアカデミーまとめてみました!（1月3日-31日）[36]※簡易動画配信
- サクラ大戦巴里華組ラジオ2014〜ケセラセラ・パリへようこそ（2月7日）[37]
- フレッシュアカデミールーキーズRADIO（2月14日-3月14日）[38]
- うるめいつジュニアの"オーヴォ"に行こう!（3月21日）[39]※簡易動画配信
- みんな集まれ!秋葉原オクトーバーフェスト!（3月28日）[40]※簡易動画配信
- AT-X春の新番組に俺、出演してませんけど、番宣しますSP（4月4日-4月11日）[41]※AG-ONでも期間限定で配信
- 秋葉系アイドル・チャンネル〜アキバ情報最前線・秋葉原アンテナ・ファクトリーチャンネル!〜 第1回（4月18日-25日）[42]※簡易動画配信
- ゆみこの楽屋出張版（5月2日-16日）[43]※簡易動画配信
- 秋葉系アイドル・チャンネル〜アキバ情報最前線・秋葉原アンテナ・ファクトリーチャンネル!〜第2回（5月23日-6月6日）※簡易動画配信
- 帰って来た!白石涼子の聞かなきゃ☆そん♪Song!（6月13日）[44][45]
- 秋葉系アイドル・チャンネル〜アキバ情報最前線・秋葉原アンテナ・ファクトリーチャンネル!〜第3回（6月20日-27日）※簡易動画配信
- AT-X夏の新番組に俺、出演していませんけど、番宣しますSP（7月4日-18日）[46]※AG-ONでも期間限定で配信
- 秋葉系アイドル・チャンネル〜アキバ情報最前線・秋葉原アンテナ・ファクトリーチャンネル!〜第4回（7月25日）※簡易動画配信
- SCREEN mode LOVEstORY（8月1日）[47][48]
- みつおとさわこのミルクとお砂糖は?超!A&G+店（8月8日）[49]（以降毎月更新）
- 「みんなが主役 東京アニメ・声優専門学校」在校生が公開収録しちゃいました!（8月15日）[50]
- アニソンメソッド〜田中公平の音楽"導”〜夏の音楽教室（8月22日）[51]
- 秋葉系アイドル・チャンネル〜アキバ情報最前線・秋葉原アンテナ・ファクトリーチャンネル!〜第5回（8月29日）※簡易動画配信
- みつおとさわこのミルクとお砂糖は?超!A&G+店第2回[52]（9月5日）
- みつおとさわこのミルクとお砂糖は?超!A&G+店第3回[53]（9月12日）
- パーソナリティアカデミーネクストガールRADIO![54]（9月19日）
- 秋葉系アイドル・チャンネル〜アキバ情報最前線・秋葉原アンテナ・ファクトリーチャンネル!〜第6回（9月26日）※簡易動画配信
- ゆみこの楽屋第4回[55]（10月3日）※簡易動画配信
- AT-X秋の新番組に俺、出演してませんけど、番宣しますSP（10月10日）[56]※AG-ONでも期間限定で配信
- 秋葉系アイドル・チャンネル〜アキバ情報最前線・秋葉原アンテナ・ファクトリーチャンネル!〜第7回（10月24日）※簡易動画配信[57]
- アニメイトガールズフェスティバルプレゼンツ きらめく乙女のワンダーラジオ!2014（10月31日）※簡易動画配信[58]
- It's a Voiceful World〜秋の特大号へようこそ!!〜（11月14日）[59]
- 秋葉系アイドルチャンネル〜アキバ情報最前線・秋葉原アンテナ・ファクトリーチャンネル!第8回（11月21日）※簡易動画配信
- 青木瑠璃子の声優アワード ナビゲーション!前編（11月28日）[60]
- 青木瑠璃子の声優アワード ナビゲーション!後編（12月5日）[60]
- ラジオ☆聡美はっけん伝!Sound&VoiceSP（12月12日）※簡易動画配信[61]
- 秋葉系アイドルチャンネル〜アキバ情報最前線・秋葉原アンテナ・ファクトリーチャンネル!第9回（12月19日）※簡易動画配信
- みんなおいでよ!A&Gウインターフェスティバル2014!（12月26日）※簡易動画配信[62]

### 2015年
- It's a Voiceful World〜新春特大号へようこそ!!〜（1月2日）[63][64]
- AT-X冬の新番組に俺、出演していませんけど編成改革部長に就任しましたSP（1月9日）[65][66][67]
- 夢に向かうキミを応援!「LiveIdolTokyo2015!」（1月16日） ※簡易動画配信[68][69]
- 秋葉原アンテナファクトリーチャンネル! 第10回 （1月23日） ※簡易動画配信
- ジェンガでナイト!最終回スペシャル（1月30日） ※簡易動画配信(動画CMあり)[70]
- 夢に向かう、キミを応援!Live Idol Tokyo2015!記者発表会[71]（2月6日）
- It's a Voiceful World〜バレンタイン特大号へようこそ!!〜（2月13日）[72]
- 超!A&G+スペシャルエジソン（2月20日）[73]
- 秋葉原アンテナファクトリーチャンネル!第11回（2月27日） ※簡易動画配信[74]
- 声優アワード受賞者発表スペシャル!（3月6日）[75][76]
- パーソナリティアカデミールーキーズRADIO!（3月8日6時・リピート:3月9日午前2時の1回のみ）[77]
- It's a VoicefulWorld〜ホワイトデー特大号へようこそ!!（3月13日）[72]
- 秋葉原アンテナファクトリーチャンネル第12回（3月20日）※簡易動画配信
- 秋葉原アンテナファクトリーチャンネル秋葉原オクトバーフェストスペシャル（3月27日）※簡易動画配信
- 番組未定（4月3日-5日朝）[78][79][80][81]
- AT-X春の新番組に俺、出演してませんけど、番宣しますSP[82]（4月9日）
- 秋葉原アンテナファクトリーチャンネル第13回（4月16日 - 4月23日）※簡易動画配信
- 千明と花恋の人魚姫になりたい![83][84]（4月30日 - 5月8日）※簡易動画配信
- 片淵監督が語る「この世界の片隅に」[85][86]（5月14日（5月15日午前2時）-5月17日朝）※簡易動画配信
- 秋葉原アンテナファクトリーチャンネル第14回（5月21日 - 28日）※簡易動画配信
- 和地つかさウオッチ[87][88]（6月4日）※簡易動画配信
- VW SP vol.5『USA凱旋特大号へようこそ!!』（6月12日）[89][90]
- 秋葉原アンテナファクトリーチャンネル第15回（6月19日）※簡易動画配信
- 新人女子アナぶっちゃけ座談会（6月26日）※簡易動画配信[91]
- AT-X夏の新番組に俺、出演してませんけど、番宣します（7月3日）[92][93]
- 横山智佐のサクラ大戦スペシャル（7月10日）[94]
- 秋葉原アンテナファクトリーチャンネル第16回（7月17日）※簡易動画配信
- みんな集まれ!「冷っ!がーでん秋葉原2015」[95]（7月24日）※簡易動画配信
- うるめいつのジャックダニエルリンチバーグガーデンへようこそ![96]（7月31日）※簡易動画配信
- It's a Voiceful World 〜夏の特大号へようこそ〜!（8月7日）[63]
- うるめいつのA&Gサマーフェスティバル前夜祭!(8月14日)[97]※簡易動画配信
- 秋葉原アンテナファクトリーチャンネル第17回（8月21日）※簡易動画配信
- 番組未定（8月28日）
- パーソナリティアカデミーフレッシュガールズRADIO!（9月4日）[98]
- ゆみこの楽屋（9月11日）[99]※簡易動画配信
- 秋葉原アンテナファクトリーチャンネル最終回（9月18日）※簡易動画配信
- 秋葉原アンテナファクトリーチャンネル最終回（リピート）（9月25日）※簡易動画配信
- 小野坂昌也のAT-X秋の新番組に、俺、出演してませんけど、番宣しますSP[100]（10月2日）
- 吉田照井の飛べ!カルボナーラ（A&G NEXT BREAKS FIVE STARSのスピンオフ特番）[101]（10月9日）
- 長妻樹里の○○よろしくね[102][103]（10月16日）
- みんな集まれ!池袋シネマチ祭（前編）[104]（10月23日）※簡易動画配信
- It's a Voiceful World 〜巴里花組 Fan Meeting 前夜祭へようこそ!〜[105][63]（10月30日）[106][107]
- みんな集まれ!池袋シネマチ祭（後編）[104]（11月6日）※簡易動画配信
- 長妻樹里の○○よろしくね第2回（11月13日）[108][109]
- 松来未祐追悼特番「松来未祐〜メモリーズ〜」（11月20日）[110][111][112]
- 長妻樹里の○○よろしくね第2回(リピート)（11月27日）※簡易動画配信
- It's a Voiceful World 〜巴里花組後夜祭へようこそ!〜（12月4日）[63]
- ヤマノススメラジオノススメ特番（12月11日）[113][114]
- スシニンジャ特番[115][116]（12月18日）※簡易動画配信
- 長妻樹里の○○よろしくね第3回（12月25日）

### 2016年
- AT-X 冬の新番組に、俺、出演してませんけど、番宣しますSP（1月1日夕方4時）[117]
- DREAMTOUR!突き進め!ENTERTAINMENT!!みどころ☆ツアー[118]（1月7日（1月8日午前2時））※簡易動画配信
- DREAMTOUR!突き進め!ENTERTAINMENT!!みどころ☆ツアー（リピート）（1月14日（1月15日午前2時））※簡易動画配信
- Hello,A Brand New World!!/八木奈緒リリース直前スペシャル[119][120]（1月21日（1月22日午前2時））※簡易動画配信
- 長妻樹里の○○よろしくね!第4回（1月28日（1月29日午前2時））[121]
- パステル情報発信番組 アッぱれ。[122][123]（2月4日（2月5日午前2時））※簡易動画配信
- 長妻樹里の○○よろしくね!第5回（2月11日（2月12日午前2時））[124]
- パーソナリティアカデミーフレッシャーズRADIO[125]（2月18日（2月19日午前2時））
- 青木瑠璃子の声優アワードナビゲーション!第1回[126]（2月26日2時）
- 青木瑠璃子の声優アワードナビゲーション!第2回[126]（2月26日16時）
- 地下鉄に乗るっ～スペシャルラジオ『地下鉄で話すっ』（3月4日）[127]※簡易動画配信
- i☆Ris山北早紀のはなきん（＾_＾）→さきさまんでー♪（3月18日）[128]※簡易動画配信
- It's a Voiceful World 〜巴里花組15周年感謝祭へようこそ![129]（3月25日）[130]
- 長妻樹里の○○よろしくね!第6回（最終回）[131]（4月1日）[132][133]
- AT-X春の新番組に俺、出演してませんけど、番宣しますSP（4月8日）[134][135]
- 黒岩希未代のミュージック+スペシャル（4月15日時）[136]※簡易動画配信
- 黒岩希未代のミュージック+スペシャル（リピート）（4月22日16時-5月8日6時）※簡易動画配信
- 白石涼子のミュージック+プレミアム（5月13日）[137][138]
- 白石涼子のミュージック+プレミアム（リピート）（5月20日16時・5月21日8時）※簡易動画配信[139][140]
- 番組未定（5月22日6時）[141]
- 冨沢竜也のミュージック+スペシャル[142]（5月27日）※簡易動画配信
- 和地つかさの「もっと!わっちミー」[143]（6月3日）※簡易動画配信
- 和地つかさの「もっと!わっちミー」リピート（6月10日）※簡易動画配信
- Kalafina Arena  LIVEスペシャル(6月17日)[144]※簡易動画配信
- うるめいつのうりきれごめん!卒業スペシャル（6月24日）[145]※簡易動画配信
- i☆Ris山北早紀のはなきん（＾_＾）→さきたまんでー♪（第2弾）[146]（7月1日）※簡易動画配信
- AT-X夏の新番組に俺、出演してませんけど、番宣しますSP（7月8日）[147][148]
- AT-X夏の新番組に俺、出演してませんけど、番宣しますSP（リピート）（7月15日）
- 和田昌之と長久友紀のWADAX Radio特番（7月22日）[149][150]※簡易動画配信
- オムニボット ナイト!爆・笑太郎SP[151]（7月29日）※簡易動画配信
- アニサマ2016直前スペシャル企画番組[152][153][154]（8月5日他）[155]※簡易動画配信
- A&Gアカデミー　パーソナリティー研修中!（8月19日）[156]
- 「流's The Radio」（8月26日）[157] ※簡易動画配信
- 「流's The Radio」（リピート）（9月2日）※簡易動画配信
- えりぴんくのミュージック+スペシャル（9月9日）[158]※簡易動画配信
- 冨沢竜也のミュージック+スペシャル（9月16日）[159]※簡易動画配信
- A応P福尾唯のミュージック+スペシャル（9月23日）[160]※簡易動画配信
- A応P福尾唯のミュージック+スペシャル（リピート）（9月30日）※簡易動画配信
- AT-X秋の新番組に俺、出演してませんけど、番宣しますSP（10月7日）[161][162]
- i☆RiS山北早紀のはなきん（＾_＾）→さきたまんでー♪（第3弾）※簡易動画配信（10月21日）[163]
- オムニボット ナイト!最終回スペシャル（10月28日）※簡易動画配信[164]
- 荒井杏子のミュージック+スペシャル※簡易動画配信（11月4日）[165]
- 鷲崎健のヨルナイト×ヨルナイトFRIDAY（11月25日）※簡易動画配信[166]
- 番組未定（12月2日）
- 乃並なののミュージック+スペシャル※簡易動画配信（12月9日）[167]
- ツキクララジオ[168]※簡易動画配信（12月16日）
- 和田昌行と長久友紀のコミックマーケット91へようこそ[169]（12月23日）※簡易動画配信
- 学園祭学園のミュージック+プレミアム[170]（12月30日）※簡易動画配信

### 2017年
- AT-X冬の新番組に俺、出演してませんけど、番宣しますSP（1月6日）[171]
- かな&あいりの文化放送ホームランラジオ!パッとUP生放送第1回（1月13日）※簡易動画配信[172][173]
- 虹のコンキスタドール特番（1月20日）※簡易動画配信[174]
- のぼうの城オーディオブック発売直前 のぼラジ!（1月27日）※簡易動画配信[175][176][177][178]
- angelaスペシャル（仮）[179][180]（2月3日）※簡易動画配信
- 声優アワードナビレディオ![181][182]（2月10日）
- 石上静香と大坪由佳のアニラジアワード・グランプリ!（2月17日）[183][184][185]
- かな&あいりの文化放送ホームランラジオ!パッとUP生放送第2回（2月24日）※簡易動画配信[186]
- 青木瑠璃子の声優アワードナビゲーション[187]（3月3日）
- Kalafina"9+ONE"スペシャル（3月10日）※簡易動画配信録音・録画配信[188]
- かな＆あいりの文化放送ホームランラジオ!パッとUP生放送第3回（3月24日）※簡易動画配信[189]
- A&Gアカデミーパーソナリティ研究会（3月31日）[190][191]
- 「SING/シング」特別番組（仮）（4月7日）[192]※簡易動画配信
- AT-X春の新番組に俺、出演してませんけど、番宣しますSP[193][194]（4月14日）
- 小峯愛未の本気!アニラブクイーンスペシャル[195]（4月21日）
- かな&あいりの文化放送ホームランラジオ!パッとUP生放送第4回（4月28日）※簡易動画配信[196]
- 三木眞一郎・宮原颯希の81オーディションスペシャル（5月5日）[197]※簡易動画配信
- 三木眞一郎・宮原颯希の81オーディションスペシャル（リピート）（5月12日）
- 大石歩佳のミュージック+スペシャル[198]（5月19日）※簡易動画配信
- かな&あいりの文化放送ホームランラジオ!パッとUP生放送第5回（5月26日）※簡易動画配信[199]
- 後藤沙織のミュージック+スペシャル[200]（6月2日）※簡易動画配信[201]
- 後藤沙織のミュージック+スペシャル（リピート）（6月9日）※簡易動画配信
- i☆Ris山北早紀のはなきん（＾_＾）さきさまんでー♪[202][203]（6月16日）※簡易動画配信
- かな&あいりの文化放送ホームランラジオ!パッとUP生放送第6回（6月23日）※簡易動画配信[204]
- 井上奈菜のミュージック+スペシャル[205]（6月30日）※簡易動画配信
- AT-X夏の新番組に俺、出演してませんけど、番宣しますSP[206]（7月7日）
- NOW ON AIR 神戸光歩のミュージック+スペシャル[207]（7月14日）
- NOW ON AIR 神戸光歩のミュージック+スペシャル（リピート）（7月21日）
- かな＆あいりの文化放送ホームランラジオ!パッとUP生放送第7回（7月28日）※簡易動画配信[208]
- 和田昌之と山下まみのコミックマーケット92へようこそ(8月4日)※簡易動画配信[209][210]
- LinkedHorizon特番『進撃の軌跡』スペシャル[211]（8月11日）
- 田辺留依のミュージック+スペシャル[212]（8月18日）※簡易動画配信[213]
- かな&あいりの文化放送ホームランラジオ!パッとUP生放送第8回（8月25日）※簡易動画配信[214]
- ボートレーサー西舘選手・森作選手のミュージック+スペシャル（9月1日）※簡易動画配信[215]
- 前川淳のアニメで乾杯!（9月8日）[216]※簡易動画配信
- A&Gアカデミースタートダッシュ!!（9月15日）[217]※簡易動画配信
- かな&あいりの文化放送ホームランラジオ!パッとUP生放送第9回（9月22日）※簡易動画配信[218]
- 明神カフェ青山副店長のミュージック+スペシャル（9月29日）[219]※簡易動画配信[220]
- 明神カフェ青山副店長のミュージック+スペシャル（リピート）（10月6日）※簡易動画配信
- AT-X秋の新番組に俺、出演してますので、番宣しますSP（10月13日）[221][222][223]
- prediaのミュージック+プレミアム[224]（10月20日）※簡易動画配信
- かな&あいりの文化放送ホームランラジオ!パツとUP生放送第10回（10月27日）※簡易動画配信[225]
- 超機動放送アニゲマスター特番（11月3日）[226]※簡易動画配信
- 超機動放送アニゲマスター特番（リピート）（11月10日）[227]※簡易動画配信
- ghacya-cyaのミュージック+スペシャル（11月17日）[228]
- かな&あいりの文化放送ホームランラジオ!パッとUP生放送第11回（11月24日）※簡易動画配信
- 和田昌之と金子有希のWADAX Radioスペシャル（12月1日）※簡易動画配信
- クリスマスまで待てないっ!プリントスサンタがやって来た!（12月8日）[229][230]※簡易動画配信
- LGエレクトロニクス・ジャパンプレゼンツ!・瑠璃子・佑磨のウルトラワイドスペシャル（12月15日）[231]※簡易動画配信
- かな&あいりの文化放送ホームランラジオ!パッとUP生放送第12回（12月22日）※簡易動画配信

### 2018年
- 流田Projectのミュージック+プレミアム（1月5日）[232]※簡易動画配信
- AT-X冬の新番組に、俺、出演してませんけど、番宣しますSP（1月12日）[233]
- 声優アワード完全マニュアル![234][235]（1月19日）
- かな&あいりの文化放送ホームランラジオパッとUP!生放送第13回（1月26日）※簡易動画配信
- 中川亜紀子&LAMUSEのと・く・ば・ん♪[236]（2月2日）※簡易動画配信
- prediaのミュージック+プレミアム（第2弾）※簡易動画配信[237]（2月9日）
- 声優アワード完全マニュアル!第2弾（2月16日）[238]
- かな&あいりの文化放送ホームランラジオパッとUP!生放送第14回（2月23日）※簡易動画配信[239]
- 第十二回 声優アワード授賞式 生中継SP[240]（3月3日土曜18:00-19:30） ※簡易動画生配信
- 早坂栞里と千澤直大さわやかさんと筋肉野郎（3月9日）[241]
- 山口瑠璃・神村幸壱姫とおしゃべりオトコ（3月16日）[241]
- かな&あいりの文化放送ホームランラジオパッとUP!生放送第15回（3月23日）※簡易動画配信[242]
- AT-X春の新番組に、俺、出演してませんけど、番宣しますSP（3月30日）[243][244]
- A&Gアカデミー パーソナリティスイッチオン!!（4月6日）※簡易動画配信[245][246]
- 石田燿子25th Anniversary特番（4月13日）[247]
- 日本気象協会・高橋亨のミュージック+スペシャル（4月20日）※簡易動画配信[248]
- りか&まこの文化放送ホームランラジオ! スタDON（4月27日）※簡易動画生配信[249]
- 乃並なののミュージック+スペシャル（5月4日）[250]
- 後藤彩佐・齋藤峻の81オーディションスペシャル（5月11日）[251]
- りか&まこの文化放送ホームランラジオ! スタDON（5月25日）※簡易動画生配信[249]
- 冨尾光里・大坪龍矢のA&Gアカデミーへ行こう!（6月1日）[252]※簡易動画配信
- 峯田茉優の本気!アニラブ クイーンスペシャル!（6月8日）[253]
- カナタ DE 特番〜“薫”通販しちゃうぞSPECIAL（6月15日）[254]※簡易動画配信
- りか&まこの文化放送ホームランラジオ! スタDON（6月22日）※簡易動画生配信[249]
- 冨尾光里のミュージック+スペシャル（6月29日）[255]※簡易動画配信
- 内田彩のミュージック+プレミアム（7月13日、20日）[256][257]※簡易動画配信
- りか&まこの文化放送ホームランラジオ! スタDON（7月27日）※簡易動画生配信[249]
- ウマ娘!アニサマ2018出張版（8月3日）[258]
- WADAX Radio 1時間スペシャル（8月10日）※簡易動画配信
- prediaのミュージック＋プレミアム（8月17日）※簡易動画配信
- りか&まこの文化放送ホームランラジオ! スタDON（8月24日）※簡易動画生配信[249]
- アニメだ!埼玉 スペシャルプログラム ラジオだ!埼玉2018夏（8月31日）※簡易動画配信
- A&Gアカデミー フレッシュパーソナリティガールズ（9月7日）※簡易動画配信[259]
- 帰ってきた金魂ガールズのミュージック＋スペシャル（9月14日、21日）※簡易動画配信[260]
- りか&まこの文化放送ホームランラジオ! スタDON（9月28日）※簡易動画生配信[249]
- みっぽりん（吉野瑞穂）のミュージック+スペシャル（10月19日）※簡易動画配信[261]
- 大森日雅の夢の森 超!A&G+主張版（10月26日）※簡易動画配信[262]
- THE IDOLM@STER CINDERELLA GIRLS 7thANNIVERSARY M@GICAL CUTE HOUR（11月2日）[263]
- THE IDOLM@STER CINDERELLA GIRLS 7thANNIVERSARY M@GICAL CUTE HOUR（リピート）（11月9日）[263]
- THE IDOLM@STER CINDERELLA GIRLS 7thANNIVERSARY M@GICAL PASSION HOUR（11月16日）[263]
- THE IDOLM@STER CINDERELLA GIRLS 7thANNIVERSARY M@GICAL PASSION HOUR（リピート）（11月23日）[263]
- THE IDOLM@STER CINDERELLA GIRLS 7thANNIVERSARY M@GICAL COOL HOUR（11月30日）[263]
- THE IDOLM@STER CINDERELLA GIRLS 7thANNIVERSARY M@GICAL COOL HOUR（リピート）（12月7日）[263]
- 『prediaのミュージック＋プレミアム』〜ベストアルバム「Best of predia"THE ONE"」リリース記念特番!〜（12月14日）※簡易動画配信[264]
- 『prediaのミュージック＋プレミアム』〜ベストアルバム「Best of predia"THE ONE"」リリース記念特番!〜（リピート）（12月21日）※簡易動画配信[264]

### 2019年
- あけましておめでとう姫イド隊スペシャル（1月4日）※簡易動画配信[265]
- 南早紀と下野紘のアゲアゲ チ金 FRIDAY!（1月11日）※簡易動画配信
- Shogo Ohki's Music +Special（1月18日）※簡易動画配信[266]
- 三上枝織の声優アワード イントロダクション!（1月25日）[267]
- 姫イドWonder Party! ライブスペシャル（2月8日、15日）※簡易動画配信[268]
- 三上枝織の声優アワード イントロダクション!#2（2月22日）[269]
- 第十三回 声優アワード授賞式生中継SP（3月9日土曜18:00 - 20:00）※簡易動画生配信[270][271]
- A&Gアカデミー パーソナリティキックオフ!!（3月15日）※簡易動画配信[272]
- 関口未佐子のミュージック+30（3月22日 16:30 - 17:00）※簡易動画配信[273]
- 後藤沙織のミュージック+スペシャル（4月5日）※簡易動画配信[274]
- メガメガミVSジャイアントラジオ（4月12日、19日、26日）[275]
- 日南結里のミュージック+スペシャル（5月3日）※簡易動画配信[276]
- 菊地燎&中優一郎の劇団浜松町へおいでよ!（5月10日）※簡易動画配信[277]
- LINE LIVE presents AGEとヤッチャンの「やはり俺たち以外のライバーはアニオタであることを隠したがっている。」（5月24日）[278]
- LINE LIVE presents 望月祐生と大塚びるの「年中有休雑談日和」（5月31日）[278]
- prediaのミュージック+プレミアム（6月7日）※簡易動画配信[279]
- アニサマ2019〜STORY〜キミまち!出張版（6月14日）※簡易動画配信[280]
- Linked Horizon『真実への進撃』スペシャル（6月21日）[281]
- WALKING WITH DINOSAURS THE LIVE EXPERIENCE presents 阪口大助のわくわく恐竜ランド（6月28日）[282]
- Chutrineのミュージック+スペシャル（7月12日）※簡易動画配信
- 冨沢竜也と菊地燎のA&Gアカデミーへ行こう!（7月26日）※簡易動画配信[283]
- 井澤・立花 ノルカソルカ コミケ直前60分拡大特別編（8月2日）※簡易動画配信
- B2takes!!のもっと元気が出るラジオ!!（8月16日）※簡易動画配信
- A&G ARTIST ZONE　22/7のTHE CATCH 4thシングル「何もしてあげられない」発売記念スペシャル（8月23日）※簡易動画配信[284]
- A&Gアカデミー パーソナリティチャレンジャー!（8月30日）※簡易動画配信[285]
- あるぞ!ヨナフェス!オッド・アイ特番#1（9月13日）※簡易動画配信[286]
- あるぞ!ヨナフェス!オッド・アイ特番#2（9月20日）※簡易動画配信[286]
- あるぞ!ヨナフェス!オッド・アイ特番#3（9月27日）※簡易動画配信[286]
- 笹翼バースデーイベント2019 〜みんなの笑顔を無限回収祭〜（10月4日）※簡易動画配信[287]
- 櫻井智 おかえり・ただいまLIVE『また会えたね』（10月25日）※簡易動画配信[288]
- prediaのミュージック+プレミアム（11月23日）※簡易動画配信[289]

### 2020年
- きみは“D4DJ”を知っているか? CD発売&FES.開催直前スペシャル（1月17日）
- 三上枝織の声優アワード イントロダクション #1（1月31日）
- ススメ☆萌でんぱ少年!!大復活祭2020!!（2月14日）
- 22/7 5thシングル『ムズイ』発売記念スペシャル!（2月21日）
- 三上枝織の声優アワード イントロダクション #2（2月28日）
- バロン大野のアニラジってほんとにいいもんですねぇ（4月3日）
- きみは"ハピアラ"を知っているか?〜1stアルバム発売記念スペシャル（4月17日）※簡易動画配信
- バロン大野のミュージック+（5月1日）
- アニソンしりとり"生"リクエスト!（5月15日）[290]
- バロン大野のミュージック+（5月29日）
- ややぽじのミュージック+スペシャル〜生放送（7月3日）※簡易動画生配信[291]
- アズマリム再始動スペシャル「文化放送からおつおつおー!」（7月10日）※簡易動画配信[292]
- サッポロ一番プレゼンツ 夏は冷やしで諏訪部順一!（8月7日、14日）[293]
- アニソンしりとり"生"リクエスト! Part2（8月21日）[294]
- 「ドリィムシンドロォムのさよなら本気!アニラブ」スペシャル（9月4日）※簡易動画配信[295]
- サッポロ一番プレゼンツ 秋は○○ 諏訪部順一（9月11日、25日）[296]
- まえせつ!ラジオ つかみは上々（10月1日）[297]
- 超A&G+スペシャル〜バロン大野のアニラジってほんとにいいもんですねぇ〜2020年秋改編をばっちり紹介しまスペシャル!（10月16日）[298][299]
- 超A&G+スペシャル〜バロン大野のアニラジってほんとにいいもんですねぇ〜2020年秋改編をばっちり紹介しまスペシャル! 10月30日版（10月30日）[300]
- 湊元りょう・吉野瑞穂のミュージック+（11月6日）
- prediaのミュージック+プレミアム（11月20日）[301]
- 〜人材"発見"プログラム〜 A&Gアカデミーディスカバリー（12月4日）[302]
- 超!A&G+スペシャル〜バログループ ラジオショッピング特別企画 年末A&Gショップ大セール完全攻略!（12月18日）[303]

### 配信日未定
- 第8回81オーディションダイジェスト（仮）※簡易動画配信

### 2022年
※本放送2021年12月31日16:00分は同日22:00-24:57で年越し特番「千葉翔也のトゥービーナイト年越しカウントダウンスペシャル」放送による通常金曜22時台 - 24時のレギュラー番組振替放送に割り当てられる可能性あり。
※リピート放送枠（2022年元日6:00枠（1月2日6:00に再放送））は2011年1月1日6:00-7:00以来の初日の出特番を放送し放送枠を埋めた。

## 特番などによる休止・変更
- 2009年3月29日10:00、3月30日7:00、13:00リピート放送分は「東京国際アニメフェア2009 超!ステーション スペシャル」のリピート放送のため休止
- 2009年6月27日20:00放送分は特別番組「剣と魔法と学園モノ。2 Presents スフィアと鷲崎と60分モノ」放送のため休止
- 2010年1月3日23:00リピート放送分は年越し特番編成のため更新日変更となった「能登麻美子・地球NOTE」第33回（2010年1月1日 11:30初回更新分）の臨時リピート放送のため休止（事前の番組変更や時間変更の情報告知なし）。
- 2010年3月26日16:00の「堀江美都子 40th Anniversary SP〜ENCORE〜」初回放送分は特別番組「東京国際アニメフェア2010 TAF☆TAHのLET'S TOUGH 生放送スペシャル」放送のため1時間繰り下げ
- 土曜20時のリピート枠は、2010年4月10日 より「聖剣の刀鍛冶 トリビュート」（- 5月15日）の放送に伴い、放送を休止。
  - その後、2010年5月22日 - 8月7日の間、特別番組放送のため、放送を休止。
    - 5月22日 - 6月26日は「もし声優業界のマネージャーがデジタルの『ラジオ番組』を持ったら」を放送。
    - 7月3日 - 8月7日は「日高さんと井上さん夏の大感謝祭」のを放送。
    - その後、2010年9月4日・11日は、再び単発特番「機動戦士ガンダム00ソレスタル・M・ステーション 00R」放送のため一旦休止した。
    - その後、土曜日のリピート枠は番組改編で色々と時間変更されて2013年4月以降は土曜8時に固定されている。
- 2010年10月22日16:00は特別番組「アンテナ+ in 東京国際アニメ祭2010」のため放送休止。
  - また、10月23日20:00は同番組による「超!A&Gミュージック+プレミアム」の代替リピート放送のため放送休止。
- 2011年1月1日6:00リピート放送分は初日の出生放送特番「今年も初日の出が見たいんでスペシャル2011!!」のためリピート放送休止。
- 2012年1月1日0:00リピート配信分は年越し特別番組「ルーキー男女で感動の鳥肌おっタツかもしんないSP!!」（23:00 - 2011年1月1日 1:00）のためリピート配信休止。
- 2012年1月29日0:00リピート配信は特別番組「鳥海浩輔・福井裕佳梨のタルタロスちゃんねるタルタロス2周年記念1夜限りの復活スペシャル」の生放送特番配信のため休止。
- 2012年4月30日2:00リピート配信分は特別番組「天たま500回記念堀江由衣の天使の生たまご」配信の影響で1時間30分繰り下げて配信される予定だったが、メンテナンスの都合上リピート配信休止に変更されることになった。
- 2013年4月5日16:00 - 17:00は「AT-X春の新番組に今回は俺、出演しているので、番宣しますSP」の更新初回配信の予定が、配信トラブルで「うるめいつジュニアの〜」が誤って配信されてしまった。このため急遽「三上枝織のLadyGo!!」第131回翌日未明リピート分（翌6日2:00 - 3:00）に急遽更新初回を振り替えて配信することになった[305][306][307]。
- 2015年4月の番組改編で初回配信枠が金曜16時から14時間繰り上げとなる、2時に変更された。その代わり月曜2時の最終枠が廃枠となり、最終枠は日曜6時へ繰り上げられた。
- 2016年3月11日2:00の本配信枠と翌3月11日16:00のリピート配信枠は2016年3月12日に生中継される「第10回声優アワード授賞式生中継」（当日17:00 - 19:00簡易動画配信で文化放送メディアプラスホールより生中継[308]）の特番編成の影響による土曜夕方レギュラー番組[309][310]の臨時振替配信枠に対応するため当番組枠を休止。2回目・3回目のリピートに当たる2016年3月12日8:00と3月13日6:00は2016年3月4日2:00本配信分リピート配信を行った[127]。
- 2016年3月25日2:00の本配信枠は当初、「長妻樹里の○○よろしくね!第6回（最終回）」を配信する予定[311]で番組編成を立てていたが、同配信枠は「Its'a Voiceful World〜巴里花組15周年感謝祭へようこそ!〜[130]」の配信が決まり、「○○よろしくね!」最終回は一週間後の4月1日2:00に配信された[133][312]。
- 2016年4月改編で火 - 金曜[313]0:00 - 1:00に帯番組の動画つき生配信ワイド「鷲崎健のヨルナイト×ヨルナイト」[314]が開始される事に伴い、2016年3月まで火曜 - 金曜の同時刻に配信されていた番組の移動を主とした多くの番組時間移動が行われ、当番組の初回配信枠が金曜 16:00 - 17:00 に移動となった。
- 2016年8月の山の日直前頃に配信予定だった「ヤマノススメラジオノススメ」特番第2弾は超!A&G+スペシャルでの配信予定が出来なくなりラジオ大阪・1314 V-STATIONの単発特番として2016年8月11日（木曜日）0:00 - 0:30（10日深夜）に放送された。[315]なお、この特番の完全版はコミックマーケット90のラジオ大阪ブースの物販品のひとつとして販売された[316]。
- 2017年3月17日の16:00枠は3月18日18:00 - 19:30配信の「超!A&G+スペシャル第11回声優アワード授賞式生中継」[317][187][318]に伴う振替編成のため16:00 - 16:30に「小澤亜李・長縄まりあのおざなり」[319]、16:30 - 17:00に「高森奈津美のP!トイン★ラジオ」[320]の振替配信を行った。なお、編成上の都合で3月19日6:00 - 7:00にリピート配信をしていた。また、3月18日8:00枠は8:00 - 8:30に「井澤美香子・諏訪ななか ふわさた」の振替配信[321]を行った。しかし、8:30 - 9:00の番組枠埋めが決まらなかったため「P!ットイン★ラジオ」のリピート配信で埋めた。それに伴いこの期間の「P!ットイン★ラジオ」は月曜22時更新のニコニコ動画・あみあみチャンネルも含めて4日間で5回も同じ配信分が流れていた。
- 2017年12月29日16時枠は同年12月31日23:00 - 翌2018年1月1日1:00配信の年越し生特番の影響による「天才軍師」の配信日時臨時繰上げなどのため休止。2017年12月30日8:00 - 9:00、2017年12月31日6:00 - 7:00のリピート枠の穴埋め番組は「和田昌之と金子有希のWadax Radio」コミックマーケット90スペシャルの再編集版などで穴埋めした[322]。
- 2018年3月2日の16:00枠は3月3日18:00 - 19:30配信の「文化放送 超!A&Gスペシャル 「第十二回 声優アワード」授賞式生中継SP」に伴う振替編成のため「小澤亜李・長縄まりあのおざなり」[323]、16:30 - 17:00は「高森奈津美のP!ットイン★ラジオ」[324]、3月3日8:00枠は「井澤美香子・諏訪ななか ふわさた」[325]、8:30 - 9:00は「P!ットイン★ラジオ」。3月4日6:00枠は「ふわさた」、6:30 - 7:00は「おざなり」のリピート配信をしていた[326]。
- 2018年10月5日・12日は10月8日1:00 - 7:00まで設備の更新工事に伴い配信休止となったため、各番組全回同内容で以下の臨時編成となった[327]。
  - 「村瀬くんと八代くん(仮)」（10月5日16:00 - 16:30、6日8:00 - 8:30、7日6:00 - 6:30、12日16:00 - 16:30、13日8:00 - 8:30、14日6:00 - 6:30）
  - 「RADIO M4!!!!」（10月5日16:30 - 17:00、6日8:30 - 9:00、7日6:30 - 7:00）
  - 「宏太郎と裕一郎ひょろっと男子」（10月12日16:30 - 17:00、13日8:30 - 9:00、14日6:30 - 7:00）[328]
- 2018年12月28日の配信枠は2018年12月31日23:00 - 翌2019年1月1日1:00配信の年越し・年またぎ特番編成に伴う通常月曜23:00 - 23:30配信「阿澄佳奈 星空ひなたぼっこ」と通常月曜23:30-24:00配信「黒崎さん家」の振替臨時編成となったが、事前の告知が徹底されなかった。なお、両番組ともに12月29日のリピート枠、12月30日のリピート枠でも再配信をしていた。また、本来のリピート枠（2019年1月1日11:00 - 11:30「星空ひなたぼっこ」、2019年1月1日11:30 - 12:00「黒崎さん家」）でも配信されていたので本放送を含めて大晦日を除き12月28日の夕方〜新年1月1日の昼前まで4回流されていた。
- 土曜のリピート枠は2019年1月5日を持って2013年4月から5年9か月続いた8時枠は再び撤退、翌週2019年1月12日より2時間繰り上げて6時枠へ移動している。
- 2019年3月9日18:00 - 20:00配信の「文化放送 超!A&G+スペシャル 第十三回 声優アワード授賞式生中継SP」に伴う振替編成のため、各番組全回同内容で以下の臨時編成となった。
  - 「早見沙織のふり〜すたいる♪」（3月8日16:00 - 16:30）
  - 「高森奈津美とおちゃっちゃしよ?」（3月8日16:30 - 17:00、9・10日6:30 - 7:00）
  - 「小澤亜李・長縄まりあのおざなり」（3月9日6:00 - 6:30）
  - 「井澤美香子・諏訪ななかのふわさた」（3月10日6:00 - 6:30）。
- 2019年3月22日配信枠は3月25日2:00からの配信休止に伴い、「村瀬くんと八代くん(仮)」が16:00 - 16:30に配信を行う臨時編成となった。
- 2020年以降毎年3月に行なわれている声優アワード授賞式スペシャル放送日の通常土曜18時台の各番組は本放送枠である金曜16時台に振替配信されている[329]。